# 1946-os Vuelta ciclista a España
Az 1946-os Vuelta a España volt a 6. spanyol körverseny. 1946. május 7-e és május 30-a között rendezték. A verseny össztávja 3797 km volt, és 23 szakaszból állt. Végső győztes a spanyol Dalmacio Langarica lett.

## Végeredmény
|    | Versenyző             | Csapat | Idő            |
| -- | --------------------- | ------ | -------------- |
| 1  | Dalmacio Langarica    |        | 137 óra 10' 38 |
| 2  | Julián Berrendero     |        | 17' 32         |
| 3  | Jan Lambrichs         |        | 23' 54         |
| 4  | Manuel Costa          |        | 24' 19         |
| 5  | Delio Rodríguez       |        | 45' 04         |
| 6  | Alejandro Fombellida  |        | 46' 09         |
| 7  | Antonio-Andres Sancho |        | 1 óra 00' 10   |
| 8  | Emilio Rodríguez      |        | 1 óra 03' 45   |
| 9  | José Gutierrez        |        | 1 óra 18' 48   |
| 10 | Joao Rebelo           |        | 1 óra 53' 37   |